# Morti nel 30 a.C.
| Questa pagina contiene informazioni ricavate automaticamente dalle voci biografiche con l'ausilio del template Bio e di un bot. L'aggiornamento è periodico e automatico e ricostruisce completamente la pagina. Se manca una persona in questa lista, sei pregato di non aggiungerla, ma accertati piuttosto che la sua voce biografica contenga il template Bio e che i dati anagrafici siano correttamente compilati. Se il template Bio manca, inseriscilo tu stesso o, in alternativa, metti l'avviso {{tmp\|Bio}} che ne segnala la mancanza. Se i dati riportati sono sbagliati, correggi direttamente la voce biografica; le modifiche saranno visibili in questa lista entro pochi giorni. Per chiarimenti vedi il progetto biografie. La lista contiene solo le 7 persone che sono citate nell'enciclopedia e per le quali è stato implementato correttamente il template Bio. Pagina aggiornata al 27 gen 2025. |

- 1º agosto - Marco Antonio, politico e generale romano (n. 83 a.C.)
- 12 agosto - Cleopatra, regina egizia
- 29 agosto - Tolomeo XV, sovrano egizio (n. 47 a.C.)
- Publio Canidio Crasso, militare e politico romano
- Giovanni Ircano II, sovrano e sacerdote ebreo antico
- Malco I, re
- Marco Emilio Lepido minore, politico romano